# اتحاد ماليين دي أفيولس
اتحاد المكفوفين المالي ( UMAV ) هي معهد للمكفوفين في مالي. يتكون من مدرسة ابتدائية، ومدرسة ثانوية، وعيادة بصرية، ومحلات نظارات، وورش عمل مهنية، ومكتبة صوتية ومنطقة ترفيهية، ويتم التخطيط لإنشاء كلية قريبًا.
داخل الورش، يقومون بإنتاج طباشير عالي الجودة وحصائر تنظيف بيضاء تُباع لتوليد الإيرادات.
يقدم قسم النظارات رعاية بصرية مجانية ونظارات مصممة خصيصًا لجميع الطلاب، وهو مفتوح أيضًا لعامة الناس.
تساعد UMAV الحكومة في ضمان رفاهية المكفوفين، والعمل على توفير فرص متساوية للجميع، حتى يتمكن الأفراد ضعيفو البصر والمكفوفون من المشاركة في عملية التنمية الاجتماعية والاقتصادية للبلاد.

## المدارس
تتألف UMAV من ثلاث مدارس تقع في مدن باماكو وغاو وسيغو. ويقع مقرها الرئيسي في موقعها في باماكو. وهي واحدة من اثنين فقط من مقدمي التعليم للمكفوفين وضعاف البصر في كامل مالي.

## تاريخ
تأسست في سبتمبر 1972 على يد إسماعيل كوناتي تحت اسم "الجمعية المالية لرفاهية المكفوفين" (AMPSA)، وتم تغيير اسمها لاحقًا إلى UMAV في عام 1984. منذ ذلك الحين، تخرج من المدارس 85 طالبًا مكفوفًا وضعيف البصر، وتم دمج 83 منهم في القطاعين العام والخاص.
منذ إنشائها، تم بناء أكثر من 25 فصلًا دراسيًا في باماكو وغاو. وبعد نجاحها، تم شراء أرض لإنشاء مدرسة في سيغو. ومنذ ذلك الحين، تم بناء مهجعين للأولاد والبنات نظرًا لأن بعض الأطفال كانوا يضطرون إلى السفر لمسافات بعيدة للوصول إلى المدارس. كما تم بناء كوخ دائري للاجتماعات، وغرفة دراسة، ومركز موارد للتدريب.
مؤخرًا، تم تكييف غرفة الكمبيوتر لتناسب المستخدمين المكفوفين، حيث تم توفير جهاز كمبيوتر يطبع بطريقة برايل، وهو الجهاز الوحيد من نوعه في مالي.

## خريجين
التحق الثنائي الموسيقي الشهير أمادو ومريم بالمدرسة.

## أهداف
- الحفاظ على حملة فحص للوقاية من أمراض العيون في مالي.
- ضمان التوحيد والتواصل الاجتماعي والوصول إلى التعليم والثقافة للأطفال المكفوفين والتأكد من النظر إليهم على قدم المساواة مع الأطفال المبصرين.
- مكافحة التسول في المدن والتأكد من توظيف الأشخاص المكفوفين.
- تجنب تهميش المكفوفين في المناطق الريفية من خلال التعليم ودمجهم في المجتمع.

## البرامج
لتحقيق أهدافها، تنفذ UMAV البرامج التالية:
- برنامج للوقاية من العمى.
- برنامج تعليمي خاص لدمج الأطفال المكفوفين.
- برنامج الدمج الاجتماعي والاقتصادي للمكفوفين في المناطق الحضرية.
- برنامج الدمج الاجتماعي والاقتصادي للمكفوفين في المناطق الريفية.

## الصعوبات التي واجهتها
- المواد غير كافية.
- دفع فواتير المياه والكهرباء والهاتف.
- صيانة الأجهزة الحاسوبية وغيرها من المعدات التعليمية واللوجستية.
- مياه ملوثة.

## المنظمات الشريكة
- منقذو المعالم السياحية
- نادي الروتاري
- نادي الأسد
- خدمة المواطن الدولي
- معهد مونتيكلير
- صندوق التضامن الوطني
- La Mutualité de l'Anjou la Mayenne
- ليبري فيو

## روابط خارجية
- الموقع الرسمي